# Luzège
La Luzège est une rivière française du Massif central, dont le cours se situe dans le département Corrèze. C'est un affluent abondant de la Dordogne en rive droite.

## Géographie

### Cours de la rivière
La Luzège prend sa source à 930 mètres d’altitude, dans la partie méridionale du plateau de Millevaches, sur les pentes du puy Pendu 970 m (l’un des deux points culminants du Limousin, situé à 7 kilomètres au nord de Meymac), sur la commune de Meymac dont elle traverse ensuite le bourg.
Deux kilomètres au nord de Lapleau, à l'aval immédiat du confluent de la Luzège et du Vianon, se trouve le barrage de Saint-Pantaléon construit en 1951. Cet ouvrage (annexe du barrage de l'Aigle sur la Dordogne) ne comporte pas d'usine hydroélectrique. Les eaux de la retenue sont dérivées par un tunnel bétonné de 6 km (section libre 8 m2) débouchant au pont de Lamirande. À noter que, depuis 1974, le tunnel conduit également les eaux du pont Aubert dérivées par un captage vertical à l'amont du plan d'eau de Soursac. Depuis 1993, le barrage est équipé d'une vanne secteur à grand débit (60 m3/s) par laquelle transitent les débits de crues hivernaux, ce qui permet le dégravoiement de la retenue qui accumule beaucoup de sédiments issus notamment des pratiques forestières sur le bassin.
À 6 km (dont 4 km de retenue) à l'amont du barrage EdF de Saint-Pantaléon, au niveau du pont de la Noaille, se trouve une microcentrale édifiée en 1987. Celle-ci est placée à la sortie d'un canal de dérivation de 1,3 km.
Au niveau du pont du Chambon, entre Lapleau et Soursac se trouvait une digue contemporaine du barrage de Saint-Pantaléon destinée à maintenir la prise d'eau du moulin. À la suite de l'abandon du dernier droit d'eau (pisciculture fédérale), cet ouvrage a été effacé afin de garantir la libre circulation de la faune piscicole, notamment des truites.
La Luzège rejoint la Dordogne en rive droite, dans la retenue du barrage du Chastang, 4 kilomètres à l'aval du village de Laval-sur-Luzège, au pied de la forêt de Frétigne.
La longueur de son cours est de 64,2 km.

### Communes et cantons traversés
Dans le seul département de la Corrèze, la Luzège traverse douze communes : Meymac (source), Combressol, Maussac, Darnets, Palisse, Lamazière-Basse, Moustier-Ventadour, Saint-Hilaire-Foissac, Lapleau, Saint-Pantaléon-de-Lapleau, Soursac, Laval-sur-Luzège (confluence).
En termes de cantons, la Luzège prend sa source dans le canton du Plateau de Millevaches, traverse le canton de Haute-Dordogne, conflue dans le canton d'Égletons, le tout dans les arrondissements d'Ussel et de Tulle.

### Bassin versant
La Luzège traverse les zones hydrographiques P110, P111, P114, P115, P117, P118 pour une superficie totale de 437km2. ce bassin versant est constitué à 69,37 % de « forêts et milieux semi-naturels », à 28,44 % de « territoires agricoles », à 2,13 % de « territoires ertificialisés », à 0,11 % de « surfaces en eau ».

## Affluents

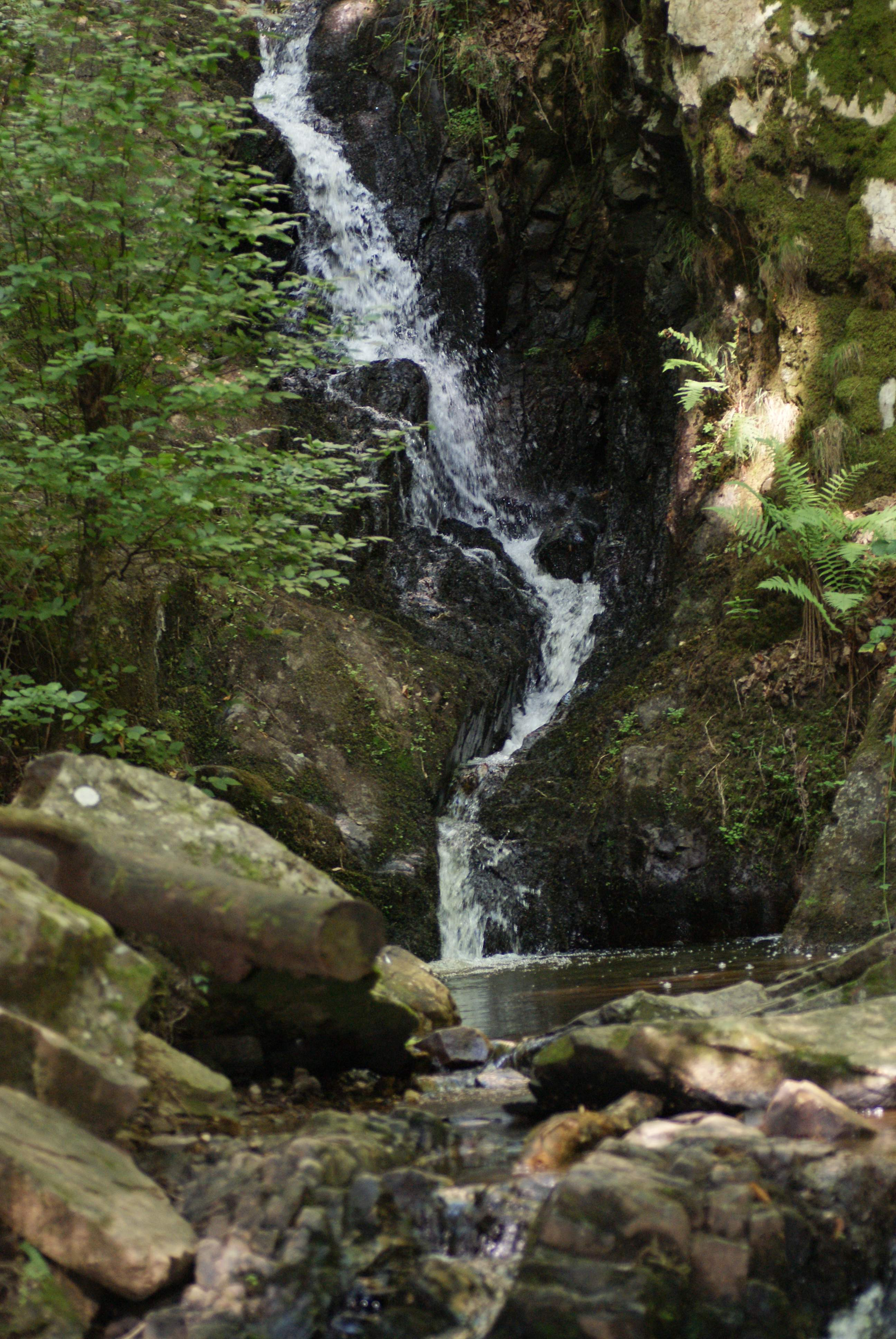
Cascade de Neyrat à Lapleau.

La Luzège a cinquante-deux tronçons affluents référencés dont :
- le ruisseau des Farges ou ruisseau du Cheny ou ruisseau d'Ambrugeat[4], 10,1 km (sur lequel se trouve la retenue du lac de Sèchemaille[5], plan d’eau touristique de 43 hectares établi à 2 km de Meymac), conflue en rive droite au sud de Meymac ;
- le Saulière également appelé la Soudeillette ou la Soudeille[6], rive droite, 26 km ;
- le Vianon, rive gauche, 26,7 km ;
- le ruisseau de Vasséjoux, de 10,1 km, conflue en rive droite, à 3 km au sud de Lapleau.

## Hydrologie
La Luzège est une rivière fort abondante bénéficiant des importantes précipitations de la région du plateau du haut limousin.

### La Luzège à Soursac
Son débit a été observé sur une période de 34 ans (1918-1951), à Soursac, à ?m d'altitude, localité du département de la Corrèze, située peu avant son confluent avec la Dordogne, au niveau de l'actuel barrage de Lapleau. Depuis l'année 1951, les choses ont fort changé dans le bassin, une bonne partie du débit ayant été déviée vers la retenue du barrage de l'Aigle tout proche, sur la Dordogne. La surface prise en compte est de 402 km2, soit plus de 95 % du bassin versant total de la rivière.
Le module de la rivière à Soursac est de 9,9 m3/s.
La Luzège présente des fluctuations saisonnières de débit bien marquées. Les hautes eaux se déroulent en hiver et au printemps, et portent le débit mensuel moyen à des niveaux situés entre 12,1 et 16,2 m3/s, de novembre à avril inclus (maximum en janvier et février). Dès le mois de mai, le débit diminue fortement ce qui conduit rapidement à la saison des basses eaux. Celles-ci ont lieu en été, de juillet à septembre, entraînant une baisse du débit moyen mensuel allant jusqu'à 3,21 m3/s au mois d'août, ce qui reste d'ailleurs très confortable.

### Étiage ou basses eaux
Cependant, le VCN3 peut chuter jusque 0,410 m3/s, en cas de période quinquennale sèche, soit 410 litres par seconde, ce qui n'est toujours pas trop sévère.

### Crues
D'autre part, les crues peuvent être assez importantes. La série des QIX n'a pas été calculée, mais la série des QJX l'a bien été. Les QJX 2 et QJX 5 valent respectivement 66 et 93 m3/s. Le QJX 10 ou débit journalier calculé de crue décennale est de 110 m3/s, le QJX 20 de 130 m3/s, tandis que le QJX 50 se monte à 150 m3/s.
Le débit journalier maximal enregistré à Soursac durant cette période, a été de 140 m3/s le 8 décembre 1944. En comparant cette valeur à l'échelle des QJX de la rivière, l'on constate que cette crue était intermédiaire entre les niveaux de crue vicennal et cinquantennal définis par les QJX 20 et QJX 50, et donc destinée à se reproduire en moyenne tous les 30 ans environ.

### Lame d'eau et débit spécifique
La lame d'eau écoulée dans le bassin de la Luzège est de 780 millimètres annuellement, ce qui est très élevé, largement supérieur à la moyenne d'ensemble de la France (320 millimètres par an), mais également à celle de l'ensemble du bassin versant de la Dordogne pourtant déjà très élevé (623 millimètres par an à Bergerac). Le débit spécifique (ou Qsp) atteint 24,6 litres par seconde et par kilomètre carré de bassin.

## Biologie - Écologie
La Luzège présente une typologie de rivière à salmonidés avec une pente assez importante et une alternance de gours (zones profondes et calmes) et de courants. Du reste, le peuplement piscicole est dominé par la  truite et les cyprins d'eau vive (chevesne, vandoise, vairon). On trouve également des espèces d'accompagnement (chabots, loches…) ainsi que de l'écrevisse non autochtone. Dans le cours inférieur, le peuplement est perturbé par des populations de perches et de brochets issues des retenues de Saint-Pantaléon (pourtant classée en première catégorie piscicole) et du Chastang (deuxième catégorie) ainsi que par des plans d'eau importants placés sur les affluents (lacs de Séchemailles, du Deiro, étangs de Lamazière Basse).
Si la qualité physicochimique des eaux est globalement bonne, l'habitat est en revanche très perturbé par l'apport massif de sédiments issus de l'érosion de la roche mère altérée, accentuée notamment par les pratiques forestières. Les coupes rases suivies de dessouchage et l'ouverture de nombreuses voies forestières non stabilisées (pistes) favorisent l'entraînement des matériaux vers la rivière.
La gestion de la retenue EdF de Saint-Pantaléon consistant à évacuer massivement les sédiments accumulés (au moyen de chasses par vanne de fond à grand débit) influe notablement sur le cours aval de la Luzège.
Depuis les années 1990, le cours de la Luzège est globalement très ensablé ce qui réduit sensiblement l'habitat pour les macro-invertébrés (larves d'insectes, principalement) comme pour les poissons et affecte les zones de frai de la truite par colmatage. Les débits de crue déplacent le problème davantage qu'ils ne le règlent et l'habitat de la Luzège semble condamné, à tel point que les gestionnaires institutionnels (Fédération des AAPPMA, AAPPMA locale) se sont résolus à apporter ponctuellement des granulats de frai dans la rivière. La productivité piscicole de la Luzège peut, en outre, compter sur quelques petits affluents accessibles aux géniteurs et susceptibles de jouer un rôle de pépinière bien qu'également très affectés par l'ensablement.

## Divers
En 1986, la Luzège a donné son nom à un festival de théâtre qui connaît un certain succès dans les années 1990 avec des échos dans la presse nationale. Les premières représentations furent données sur le site du roc du Gour Noir qui surplombe le gouffre éponyme de la Luzège, sur une scène adossée soit à l'église du XIIe siècle, soit aux gorges de la rivière.
Le collectif d'artistes qui, en 2025, assure la direction artistique du festival et sa diffusion, aujourd'hui étendue à toute la Corrèze, est basé au Moulin de la Luzège à Neuvic.

## À voir le long du cours de la Luzège
Outre les communes et cantons traversés par la rivière, on peut également voir :
- surplombant la rivière, l’ancienne église (XIIe et XIIIe siècles) de Saint-Pantaléon-de-Lapleau, située au roc du Gour Noir ;
- le viaduc des Rochers Noirs, entre Soursac et Lapleau, monument historique qui enjambe les gorges de la Luzège à 92 mètres de hauteur. Inauguré en 1913 par le président Raymond Poincaré, l'ouvrage permettait le franchissement des gorges de la Luzège par le Transcorrézien, tortillard à voie étroite reliant Tulle à Ussel. Récemment restauré, le viaduc est de nouveau accessible aux piétons ;
- le bourg de Laval-sur-Luzège très pittoresque.